# Château du Plessis-Buret
Cet article possède un paronyme, voir Château du Plessis.
Pour les articles homonymes, voir Plessis (homonymie) et Buret.
 (mars 2015).
Le Plessis-Buret à Sainte-Gemmes-le-Robert en Mayenne est une ferme et un ancien château situé à 1 800 m au sud du bourg.

## Désignation
- Le visconte du Plessies Buret XIVe siècle[2] ;
- Depuis le Plesseis Buret jusques en Bretaigne, 1363[3] ;
- Le capitaine du Plessis Buiret, 1364[4] ;
- La chastellenie du Plessis Buret, 1581[5] ;
- Le Plessis, château, étang, forge ; Buret, château, étang, forge[6] ;
- Le Plessis-Buret, ferme[7].

## Histoire
La voie romaine du Mans à Jublains passait à 40 mètres du portail du Plessis-Buret. Châtellennie mouvante de Sainte-Suzanne et de Sillé ; augmentée par acquisition des fiefs de Sourches et des terres de Crun et de Dommier. Contre les seigneurs de la Cour de Sainte-Gemmes et de Villiers, Jeanne Hérisson se fit reconnaître dame de Sainte-Gemmes en 1527, et de nouveau, au siècle suivant, le comte de la Suze affirma dans un mémoire qu'ayant seul le droit de châtellenie, il devait avoir prééminence avant ses vassaux en l'église de Sainte-Jamme ; il invoquait en outre les littres ou ceinctures funèbres de l'église armoriées : d'argent à un hérisson d'or et de gueules, à une croix d'argent ; - d'azur à une croix de gueules chargées de cinq crouzilles d'argent et environnée de seize aiglerons ; - d'argent traversé de fusées de gueules au premier et dernier quartier. Ce sont là, pour l'abbé Angot, des lectures bien fautives, mais dans lesquelles on reconnaissait néanmoins les armoiries des anciens seigneurs du Plessis-Buret.
Charles Maucourt de Bourjolly ne parle de rien de moins que d'un château du Plessis-Buret ruiné par les Normands. L'abbé Angot estime qu'on doit le lui laisser pour compte. 

### Guerre de Cent Ans
Mais il est bien vrai qu'au XIVe siècle, c'était une place forte occupée par les Anglais et qui devait être rendue en vertu du traité de Brétigny. La solution se fit attendre. Le 22 juin 1364, Louis Ier de Naples, duc d'Anjou donnait enfin mission à Amaury IV de Craon de traiter avec Pierre Dusiex ou Dyzeux, capitaine du Plessis-Buret, pour la reddition de cette place et celles de Crèvecœur et du Layeul. Le traité ne fut signé que le 1er juillet 1365 à Sablé. Les Anglais recevaient une somme de 22 000 francs, dont 5 000 versés au sire de Laval ; le sire d'Assé, Brisegault Couesmes, Guillaume du Plessis et Hue Le Gros servaient d'otages, mais à condition d'être gardés seulement dans le boile du Plessis-Buret, sans être mis en fer ne en sept. Crèvecœur et le Layeul devaient être rendus dès le jour de la remise des otages et leur garnison amenée au Plessis-Buret. Le capitaine Dusiex donnait lui aussi des otages qui, retenus à Mayenne, ne seraient rendus qu'après l'évacuation du Plessis-Buret et le retour à Sablé des gentilshommes qui devaient le conduire lui-même, ses compagnons et sa chevance à Blain, à Guérande ou ailleurs à pareille distance. Il n'est pas certain que cette convention ait été exécutée sur l'heure.

### XVIIesiècle
En 1649, on mentionne le château et domaine, composé de maison manable, écurie, grange, fournil, cour et jardins, autrefois clos de murailles et fossés, actuellement ruinés par vétusté, dans lequel l'enclos est l'ancien château, et une grosse tour au milieu de la cour aussi ruinée par vétusté..

### Description
S'il reste quelques parties de l'ancienne place forte, ce doivent être la tour, dont la base est encore visible dans un jardin, et le couloir voûté qui conduit dans la même direction. Quant aux bâtiments actuels, ils ne datent pour l'ensemble que du XVIe siècle ; encore le logis a-t-il été modifié par des appropriations bien plus récentes. La cour carrée est close de trois côtés par ce logis et les servitudes. Au midi, un mur solide la séparait des douves et de l'étang. Le portail est de forme ogivale. Au levant, une grande salle servant au début du XXe siècle d'étable, dont l'un des pignons, était aussi éclairé par une fenêtre en arc bisé, servit, dit-on, de prêche. N'était-ce-point plutôt, selon l'abbé Angot, au moins à l'origine, une chapelle catholique ? Une petite fenestrelle se voit dans la muraille, et le curé de Sainte-Gemmes écrivait en 1777 qu'on y distinguait des peintures murales.
À la fin du XVIIIe siècle, il y avait encore traces des forges indiquées sur la carte d'Hubert Jaillot ; la fenderie était près du moulin de Poillé.

## Les seigneurs du Plessis-Buret
- Colet Buret, cité aux francs-fiefs de Sainte-Gemme en 1312, marié à Béatrix du Boiscornu, eut pour gendre Jean Le Maire de la Merrerie, 1350 ;
- Guillaume Buret ou du Plessis donne une place de maison et trois journaux de terres à Geoffroy de la Giraie, 1368 ;
- Il n'y a guère d'apparence à identifier le Plessis-Buret avec le manoir du Pleissez assis en la paroisse de Sainte Gemme, donné par Jean Hubert à Olivier IV de Clisson, puis confisqué par Philippe de Valois en 1343, au profit de Jean le Bon, son fils, duc de Normandie, comte d'Anjou et du Maine, qui en gratifia Alix de la Ville-au-Fourier, veuve de Geoffroy Chaloigne, chevalier, 1345[9] ;
- Huet de Saint-Berthevin ;
- Robin Hérisson, gendre du précédent d'après un mémoire du XVIIe siècle, 1367, 1393 ;
- Thibault Hérisson, mari d'Isabeau de Saint-Mars, 1405, 1422 ;
- Jean Hérisson, mari de Marguerite de la Jaille, en conflit avec le seigneur de Villiers, 1er mars 1450, 1454, 1457, 1464. Simon Hérisson, mari de Roberde de la Ferrière, 30 décembre 1451, et Denis Hérisson 23 mars 1452 (V; s.) rendent aussi des aveux à Sillé ;
- Pierre Hérisson, épouse en cour de Beaupréau, le 30 avril 1481, Jeanne de Laval, fille de Jean de Laval-Brée, seigneur de Brée et Françoise Gosselin, mort en 1484. Jeanne de Laval est veuve dès le mois de juillet 1483 ;
- René de la Jaille, fiancé en 1494 à Jeanne Hérisson. Le 6 octobre 1498, Marguerite de Lorraine-Vaudémont, dame de Sainte-Suzanne, lui fait remise du rachat du Plessis-Buret, en faveur des bons et grans services que lui avaient faits Hardouin de la Jaille, son oncle. Veuve le 13 octobre 1515, Jeanne Hérisson épousa en 1517 Gabriel de la Châtre et vivait en 1547. Sa tombe en granit se voyait dans l'église au milieu du XVIIe siècle ;
- Claude de la Jaille, fille puînée, 1549 ;
- Nicolas de la Jaille, frère de la dite Claude, mari de Madeleine de Montgommery ;
- Olivier de la Saussaie, sieur de Boiséon, trésorier des menus-Plaisirs du Roi, par acquisition pour 30 000 livres de Gabriel d'Apchon et de Françoise de la Jaille, 9 juillet 1558 ;
- Pierre de Laval, 8 décembre 1550 ;
- Jeanne de Laval, 1580, et les curateurs de sa succession jusqu'en 1622 ;
- Nicolas de Champagne, mari de Françoise de Laval, petite-fille de Jeanne Hérisson, et fille de Guy de Laval et de Claude de Laval, par retrait ou rétrocession, 31 décembre 1563 ;
- Louis de Champagne, 1581, 1631 ;
- Charlotte de Roye de la Rochefoucault, sa veuve, 1637 ;
- Gaspard de Champagne, et ses frères et sœurs, mineurs sous la tutelle de Jean du Moulin seigneur de Châtilon, 1638, 1669 ;
- Laurent de Berthemet, maître des requêtes du roi, par adjudication du 29 juillet 1686 ;
- Louis de la Chapelle prend à rente du précédent, 26 décembre 1700, mari de Jeanne Bouessay, d'où Nicolas-René, baptisé à Sainte-Gemme, 1704 ;

### Famille de La Porte de Laval
- René de la Porte, mari de Jeanne Greffin, acquéreur le 9 septembre 1705 ;
- Thomas-René de la Porte, 1722, capitaine des gardes de la Prévôté de France ;
- Françoise de Blanchardon, sa veuve, demeurait au Mans, 1751 ;
- François-Louis de la Porte, mari de Gabrielle-Perrine-Renée Jouye des Roches, propriétaires indivis, 1779, 1781. Gabrielle-Louise, sa fille épousa Jean-François Dudevant, éleva maternellement le fils naturel de son mari, et devint ainsi la belle-mère d'Amandine-Lucine-Aurore Dupin (George Sand)[10].

## À voir dans les environs
- Étang du Gué-de-selle
- Évron
- Hambers
- Montaigu
- Jublains
- Château de Foulletorte
- Château du Rocher
- Rubricaire
- Mont Rochard
- Sainte-Suzanne

## Liens
- Pays d'art et d'histoire Coëvrons-Mayenne
- Communauté de communes du Pays d'Évron

## Source
« Château du Plessis-Buret », dans Alphonse-Victor Angot et Ferdinand Gaugain, Dictionnaire historique, topographique et biographique de la Mayenne, Laval, A. Goupil, 1900-1910 [détail des éditions] (BNF 34106789, présentation en ligne)